# هونغ هاي غون
ولد هونغ هاي غون في عام (1745–1825) كان هونغ معلم فنون قتالية من أسرة تشينغ . كان أيضًا شخصية مؤثرة في مدرسة شاولين الجنوبية لفنون الدفاع عن النفس الصينية.

## حياته
كان هونغ في الأصل تاجر شاي. هرب إلى دير الشاولين الجنوبية في فوجيان بعد مشادة مع المانشو النخب. رئيس الدير، الراهب جي-سين، قبله في الدير وسرعان ما اكتشف كيف كان موهوبا ويعمل بجد في فنون الدفاع عن النفس . أعجب جي سين بهذه الصفات وسرعان ما بدأ في تعليم هونغ أسلوب النمر الأسود التي تخصص فيه. بعد ست سنوات حصل هونغ على رتبة (علماني). يشير لقب «العلمانيون» إلى الأشخاص الذين تعلموا فنون الدفاع عن النفس الجنوبية ولكن لم يتم ترسيمهم كرهبان في الدير. ومع ذلك، دمرت قوات حكومة تشينغ دير شاولين الجنوبية في وقت لاحق لأن الدير وفر الملاذ للعديد من المتمردين الذين يسعون للإطاحة بسلالة تشينغ.

## طلابه وتأسيسه لأسلوب هونغ جا
كان لدى هونغ اثنين من الطلاب البارزين: لوك آه تشوي ولي لي جو فان. تعلم لوك فنون الدفاع عن النفس الجنوبية من سيد هونغ، والراهب جي سين . أسس أسلوب هونغ جا أو قبضة هونغ، والذي أطلق عليه اسم هونغ مون، وهي منظمة أخوية صينية كانت مرتبطة بالحركة الثورية المناهضة لتشينغ. أسس لي أسلوب هونغ فوت.